# Halloween Night
Halloween Night is een Amerikaanse film uit 2006  van The Asylum met Derek Osedach.

## Verhaal
Een patiënt ontsnapt uit een psychiatrische instelling en keert terug naar zijn geboorteplaats om te ontdekken waarom zijn moeder was vermoord. Om daar achter te komen vermoordt hij iedereen die zijn pad kruist.

## Rolverdeling
| Acteur         | Personage        |
| -------------- | ---------------- |
| Derek Osedach  | David Baxter     |
| Rebekah Kochan | Shannon          |
| Scot Nery      | Christopher Vale |
| Sean Durrie    | Larry            |
| Alicia Klein   | Tracy            |